# Thomas Monconduit
Thomas Monconduit (Drancy, 10 febbraio 1991) è un calciatore francese, centrocampista dell'Amiens.

## Carriera

### Club
Il 1º luglio 2015 viene acquistato a titolo definitivo dalla squadra francese dell'Amiens.